# U 593 (Kriegsmarine)
De U 593 was een type VIIC U-boot van de Duitse Kriegsmarine tijdens de Tweede Wereldoorlog. Hij stond onder commando van kapitein-luitenant-ter-zee Gerd Kelbling.

## Raid op Saint-Nazaire

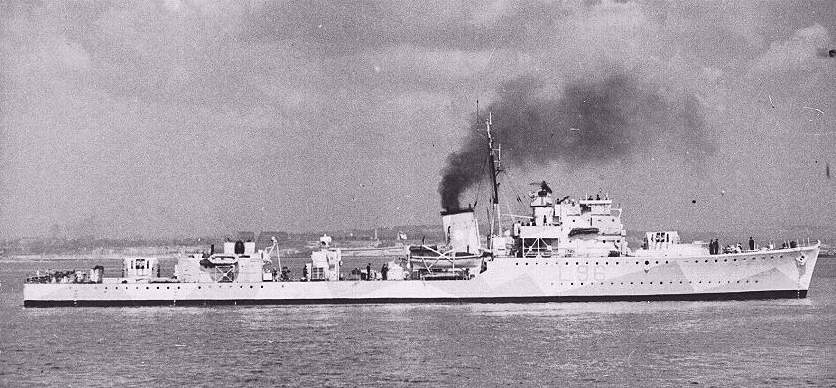
HMS Tynedale

De U 593 was op 2 maart 1942 vanuit Kiel vertrokken. Op 27 maart 1942 verkende de U 593 het Britse eskader dat op weg was naar Saint-Nazaire voor Operatie Chariot. De torpedobootjager HMS Tynedale opende het vuur met zijn boordgeschut en wierp dieptebommen af op de U 593. Kelbling had alleen drie Britse torpedobootjagers gezien, maar niet de kleinere, laag op het water liggende ML's en de verderop varende (MTB) motortorpedo- en motorkanonneerboten (MGB) opgemerkt. De U-boot werd wel licht beschadigd, maar kon ontkomen. 
De U 593 kwam aan in Saint-Nazaire op 28 maart 1942, na de Britse aanval. 

## Aanval op konvooi SC-94
Van eind juli tot 5 augustus 1942 was Kelbling in contact met konvooi SC-94, dat van Nova Scotia oostwaarts opstoomde. Hij bleef het konvooi dagenlang schaduwen totdat andere U-boten konden aansluiten.
Het escorte van het konvooi bestond uit een Canadese torpedobootjager HMCS Assiniboine en 6 korvetten, waaronder de HMS Dianthus. De torpedobootjager moest het konvooi verlaten om een aantal schepen, die in de dichte mist verdwaald waren, terug te brengen naar het konvooi.
De U-boten konden door het verzwakte escorte gemakkelijker aanvallen. De U 593 kelderde het eerste slachtoffer, de Nederlands koopvaarder Spar.
De mist beschermde de U-boten die boven water aanvielen. Plots werd de U 210 door de optrekkende mist verrast en ontdekt door de Canadese torpedojager HMCS Assiniboine. De U 210 werd tot zinken gebracht door ramming en dieptebommen. De Canadese torpedobootjager werd eveneens beschadigd en moest terugkeren naar de haven.
Op 7 augustus werden binnen enkele minuten vijf vrachtschepen door torpedo's getroffen. Drie verdwenen onmiddellijk in de golven. De explosies zaaiden paniek en verwarring in de rest van het konvooi.
Op drie vrachtschepen stopte de bemanning de machines en ging in de reddingssloepen. Van een van de schepen sprongen de kanonniers overboord. Twee scheepsbemanningen beseften dat er met hun schepen niets aan de hand was en gingen weer aan boord en brachten de machines weer op gang. Maar de bemanning van de Randchurch had hun schip voorgoed verlaten en liet het hulpeloos ronddobberen, totdat het werd getorpedeerd en verging.
De gehele middag en avond duurden de aanvallen voort. Het korvet HMS Dianthus dat voortdurend heen en weer om het konvooi voer en naar U-boten zocht, boekte ten slotte succes toen het de U 379 van commandant Kettner met dieptebommen aanviel. Hij dwong de U-boot boven water te komen en kon de U-boot daarna door rammen tot zinken brengen.
Drie U-boten liepen schade op, maar de U-boten brachten nog vier koopvaardijschepen tot zinken.
9 augustus 1942 - Admiraal Dönitz stuurde op de middag versterkingen naar de konvooislag, en de Britten versterkten van hun kant het escorte. Het konvooi kwam binnen de actieradius van de B-24 Liberator-vliegtuigen vanuit Noord-Ierland. Door de luchtescorte konden de U-boten die dag geen successen meer boeken.
10 augustus 1942 - Hoewel ze de volgende morgen in alle vroegte, voordat de bommenwerpers arriveerden, nog vier vrachtschepen kelderden, waren ze daarna gedwongen om onder water te blijven. Dönitz maakte een eind aan de aanval op konvooi SC-94. De 'wolfsbende' had elf vrachtschepen van meer dan 52.000 ton tot zinken gebracht en één torpedobootjager beschadigd.

## GebeurtenisU 593
De U 593 bracht in totaal negen schepen tot zinken met 38.290 ton. Drie oorlogsschepen van 2.902 ton (torpedobootjager en korvetten). Een groot vrachtschip beschadigd van 4.853 ton en een torpedobootjager van 1.625 ton beschadigd. Voorts heeft hij nog een groot vrachtschip van 8.426 ton vernietigd en een torpedobootjager van 1.625 ton naar de kelder gejaagd. De U 593 had in totaal vijf oorlogsbodems beschadigd en vernietigd. De laatste twee oorlogsbodems die hij vernietigde waren de Britse torpedobootjagers HMS Holcome (L 56) en ironisch genoeg de HMS Tynedale (L 96), zijn vroegere belager tijdens de Britse Raid op Saint-Nazaire.

## Ondergang
De U 593 werd op 13 december 1943 tot zinken gebracht in de westelijke Middellandse Zee in de baai van Bougie, in positie 37° 38′ 0″ NB, 5° 58′ 0″ OL door dieptebommen van de Amerikaanse torpedobootjager USS Wainwright (DD-419) en de Britse escorte-torpedobootjager HMS Calpe. Na 32 uren achtervolging kwam de lekkende U-boot naar de oppervlakte bij gebrek aan zuurstof. Er werd bevel 'verlaat de boot' gegeven. De beide jagers namen de volledige Duitse bemanning krijgsgevangen.